# Polyplectropus bredini
Polyplectropus bredini är en nattsländeart som beskrevs av Oliver S. Flint Jr. 1968. Polyplectropus bredini ingår i släktet Polyplectropus och familjen fångstnätnattsländor. Inga underarter finns listade i Catalogue of Life.